# Pazzi-összeesküvés

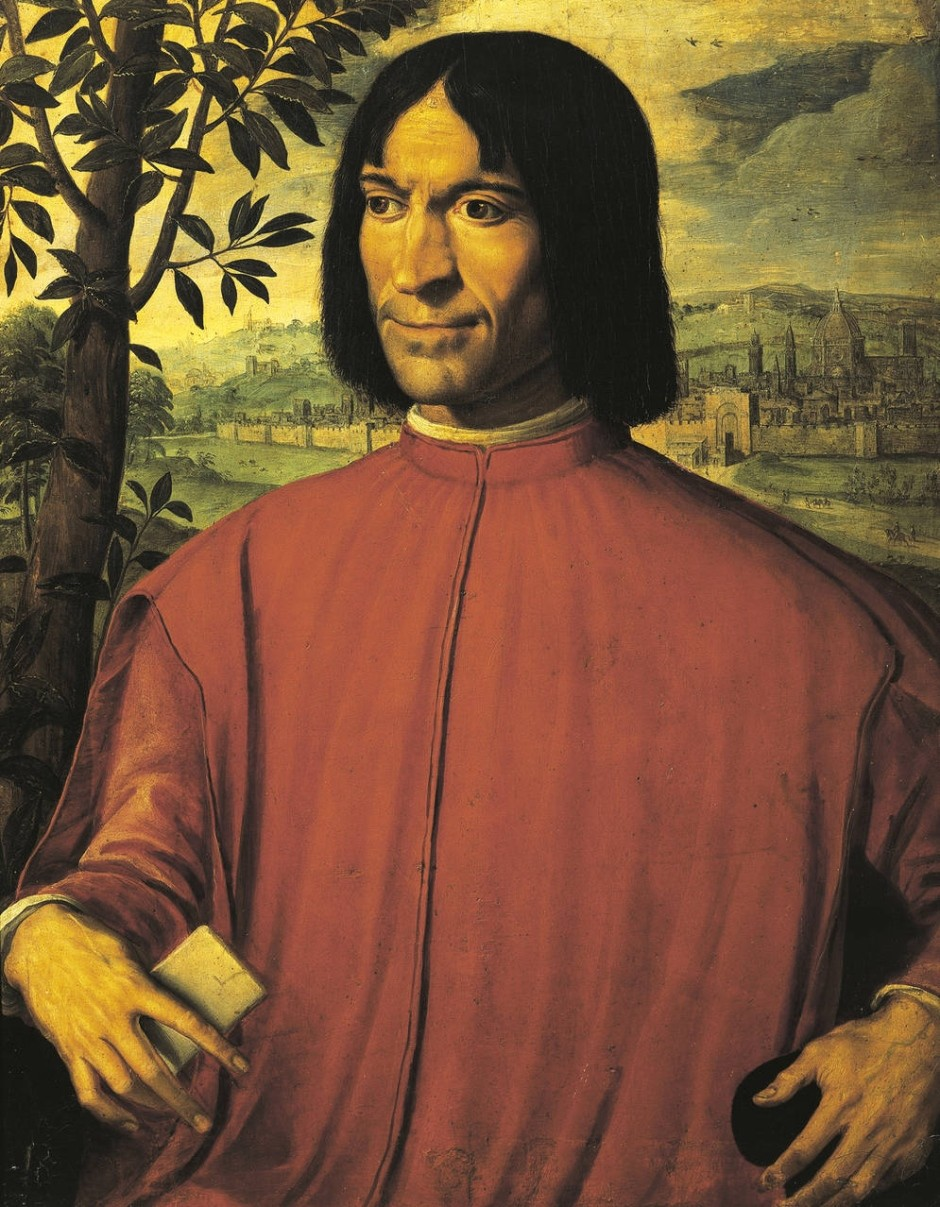
Lorenzo de’ Medici (1449–1492)

Pazzi-összeesküvés néven vonult be a történelembe – a két Medici fivér – Lorenzo (1449–1492) és Giuliano de’ Medici (1453–1478) ellen tervezett merénylet, melyre Firenzében került sor 1478. április 26-án, a Santa Maria del Fiore székesegyházban. Az összeesküvés vezetője – Francesco de’ Pazzi (1444–1478) – a Medici-család riválisa volt a firenzei hatalmi harcokban.

## IV. Szixtusz pápa és a Pazzik

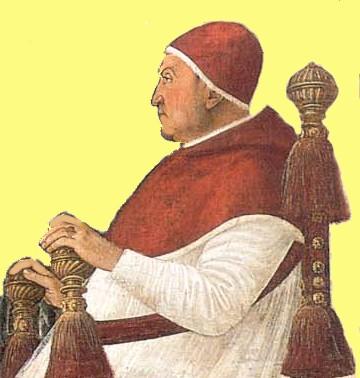
IV. Szixtusz pápa (1414–1471)

### Kapcsolatuk oka
Összeesküvések a Mediciek hatalmának megdöntésére többször voltak – Cosimo (1389–1464), Piero (1416–1469) és Lorenzo idején –, de valamennyi kudarcot vallott. A helyzet megváltozott, amikor 1471-ben Francesco della Rovere (1414–1484) lépett a pápai trónra IV. Szixtusz néven, aki szinte a végletekig vitte a reneszánsz pápaság legsúlyosabb hibáját, a nepotizmust. Hat unokaöccsét bíborossá tette és azok számára, akik nem egyházi pályára léptek, igyekezett jövedelmező birtokokat szerezni.

### Az unokaöcsök
Az unokaöcsök egyikéből – a szellemes, szeretetre méltó és nagy lábon élő Pietro Riarióból (1447–1474) – Konstantinápoly pátriárkáját, Szent Ambrus apátja, Treviso, Mende, Spalato és Senigallia püspöke lett, valamint Firenze érseke. Girolamo Riario (1443–1488), egy másik unokaöcs – akit sokan a Szentatya fiának tartottak – még tolakodóbb volt,

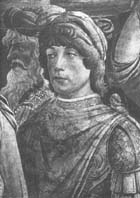
Girolamo Riario

Imolára vetett szemet, s onnan kiindulva akart egyre több birtokot szerezni magának Romagnában. Ez a kis város a milánói herceg, Galeazzo Maria Sforza tulajdonába került, akinek volt egy házasságon kívül született lánya, Caterina Sforza (1462–1509) a pápa szerint ideális menyasszony lenne Girolamo Riario számára. Megindultak a tárgyalások, és felkérték a római Medici-bankot, hogy teremtse elő az Imola megvásárlásához szükséges 40 000 dukátot. Azonban Lorenzo – mivel ő maga is szemet vetett a településre – megtagadta a kölcsön folyósítását. A pápa ekkor ahhoz a firenzei bankárcsaládhoz fordult, amely Rómában a Mediciek legveszélyesebb vetélytársa volt, a Pazziakhoz, akik természetesen készségesen álltak a pápa szolgálatára. Szixtusz ezek után figyelmét egy másik unokaöccsének – Giovanni della Roverének (1457–1501) – szentelte, akinek elintézte, hogy elvehesse Federico urbinói herceg (1422–1482) legidősebb leányát. Ezzel a házassággal a pápa területi befolyása soha nem látott közelségbe ért a firenzei határhoz. Ekkor már rendkívül feszült volt a kapcsolat Lorenzo és a Kúria között.

### Az érsekek
1474-ben tovább romlott a viszony, amikor meghalt Firenze érseke, Pietro Riario. A megüresedett főpapi székbe Lorenzónak sikerült sógorát – Rinaldo Orsinit († 1450) – jelölnie, azt azonban nem tudta megakadályozni, hogy a pápa Francesco Salviatit († 1478) nevezze ki Pisa érsekévé. Lorenzo azzal bojkottálta a döntést, hogy nem eresztette be az érseket Pisába. Salviati három évig várakozott Rómában sértődötten és keserűen – készen arra, hogy a kezét nyújtsa mindenkinek, aki be akarja vonni egy Medici-ellenes összeesküvésbe.

## Az új liga
Lorenzo de’ Medicinek Rómában voltak más ellenségei is. Az ingatag észak-itáliai béke fenntartása érdekében szövetséget javasolt Firenze, Milánó és a Velencei Köztársaság között. Ez a javaslat nemhogy békét nem teremtett, de csaknem háborúhoz vezetett. A ligát kétkedéssel fogadó pápa és I. Ferdinánd nápolyi király – ki veszélyben érezte érdekeit az Adrián – közelebb kerültek egymáshoz. Lorenzo nehézségeit az is súlyosbította, hogy szövetségesét – Galeazzo Maria Sforzát 1476. december 26-án, a misére menet – három fiatalember meggyilkolta. Halálával családi viszály tört ki, s míg az el nem rendeződött, innen segítséget nem remélhetett.

## Az összeesküvők

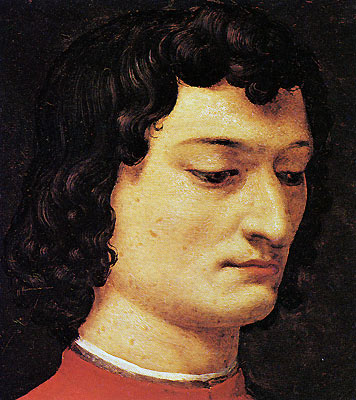
Giuliano Agnolo Bronzino művén

1477 elején Rómában találkozott három összeesküvő: Girolamo Riario, Francesco Salviati – a kinevezett, de székébe be nem iktatott – pisai érsek, aki máris a rangosabb firenzei érseki címre pályázott és Francesco de’ Pazzi, a Pazzi család római bankjának irányítója, aki úgy vélte, hogy eljött az idő, hogy a Pazzik legyenek Firenze urai és ne a Mediciek. A pápa tudott szervezkedésükről – helyeselte is akciójukat –, csupán azt kívánta, hogy senkit ne öljenek meg. Az összeesküvők azonban tudták, hogy ha véglegesen meg akarnak szabadulni a Medici fivérektől, akkor meg kell őket ölniük. Bizton remélték, hogy a pápa meg fog nekik bocsátani. Az összeesküvés alkalmasint számíthatott a pápai állam és a Nápolyi Királyság katonai segítségére. Jacopo de’ Pazzi († 1478) – a Pazzi-klán feje – vonakodott a leszámolástól. Nagy volt a tét, de az esély csekély. Sokáig kötötte az ebet a karóhoz, a merénylet ellen érvelt; ám végül hagyta magát rábeszélni. A Pazzi családból csak két fontos ember nem csatlakozott az összeesküvéshez: Lorenzo sógora – Guglielmo de’ Pazzi (1437–1516) – és Renato de’ Pazzi (1442–1478).

## A terv és a végrehajtás
Jacopo de’ Pazzi állt elő azzal a tervvel, hogy valamilyen ürüggyel külön kell választani a testvéreket és ezt követően – amennyire csak lehetséges – egyszerre lecsapni a fivérekre. Ezért úgy döntöttek, hogy Lorenzót meghívják Rómába és ott ölik meg, míg Giulianót Firenzében éri majd utol a sorsa. Lorenzo azonban elhárította a római meghívást, így azután az összeesküvőknek olyan tervet kellett készíteniük, amely szerint hazai földön ölik meg a testvéreket, lehetőleg akkor, amikor szórakoznak és nincsenek résen. Remek alkalom mutatkozott 1478 áprilisában, mikoris Firenzébe érkezett Raffaele Riario (1460–1521) – IV. Szixtusz pápa 17 éves unokaöccse, – aki a Pisai Egyetemen tanult, és akit épp most neveztek ki bíborosnak.
Az összeesküvők április 26-ára – a Raffaele tiszteletére a Santa Maria del Fiore székesegyházban rendezett ünnepélyes szentmisére – időzítették merényletük végrehajtását. Úgy tervezték, hogy úrfelmutatáskor ölik meg őket. Giovan Battista da Montesecco († 1478) zsoldosvezér (condottiere) – akinek Lorenzót kellett volna megölnie – nem vállalta a feladatot, mondván: „lelkiismerete nem engedi meg, hogy a gyilkosságot szentségtöréssel tetézze, nem képes arra, hogy hidegvérrel megöljön egy embert olyan helyen, ahol Isten láthatja”. Ezért két pap – Antonio Maffei és Stefano da Bagnone – vállalkozott arra, hogy leszúrja Lorenzót.
Amikor a ministránsok megrázták csengettyűjüket, a két pap tőrt rántott. Maffeinek csak a nyakán sikerült megsebesítenie Lorenzót, akinek sikerült a sekrestyébe menekülnie. Giuliano összeszabdalt teste ekkor már a földön feküdt. A csengettyűszóra engedelmesen lehajtotta a fejét és akkor Bernardo Bandini (1420–1479) vad erővel rácsapott. Ezután Francesco de’ Pazzi olyan dühvel támadta – a többé ellen már nem álló – testet, annyi szúrást ejtett rajta, hogy még saját combját is megsebezte. A holttesten összesen tizenkilenc sebet ejtettek. A gyülekezet teljesen felbolydult. Guglielmo de’ Pazzi hangosan hirdette a saját ártatlanságát, Raffaele Riario mozdulatlanul állt a főoltárnál. A Lorenzót megtámadó két pap Giuliano gyilkosaival együtt elmenekült. Lorenzót barátai a Medici-palotába vitték. Közben Salviati érsek és több más összeesküvő a Palazzo della Signoriába ment fegyvereseivel, hogy átvegyék a város feletti hatalmat. A priorok – Cesare Petruci gonfalonieré vezetésével – azonban az őrség segítségével letartóztatták őket.

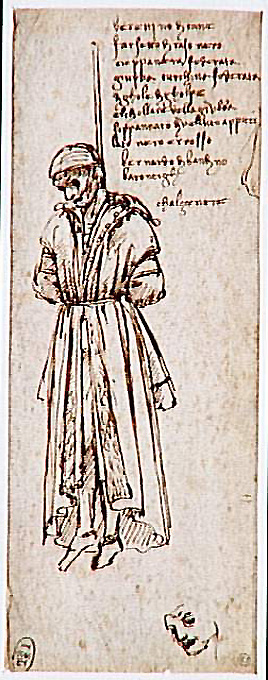
A felakasztott Bernardo Bandini Baroncelli (Leonardo da Vinci rajza)

## A megtorlás
Jacopo di Poggio Bracciolini – a nagy humanista elszegényedett fia – nyakára azonnal kötelet hurkoltak, és kidobták az ablakon. Ugyanígy bántak el Salviati érsekkel és Francesco de’ Pazzival is, akire a családi palotában levő rejtekhelyén bukkantak rá; kivégzése előtt meztelenre vetkőztették. Megfojtották az érsek két kísérőjét is, és az ő holttestüket is kiakasztották az ablakokba. A Piazzán gomolygó tömeg feje felett már öt holttest függött, az északi fal lőrései alatt.
Lorenzo kérte híveit, hogy ne legyen öldöklés, de nem hallgattak rá. Mindenkit megöltek, akit összeesküvőnek véltek vagy akire valaki ráfogta, hogy összeesküvő. Mintegy 80 ember lelte halálát a véres bosszúhadjáratban, köztük ártatlanok is. Az összeesküvésről mit sem sejtő Raffaele Riario bíborost – aki a felkelés alatt a Medici-palotában rejtőzött – Lorenzo emberei álöltözetben kísérték Rómába, továbbá sikerült megmentenie a tömeg haragjától a merénylő papok és Salviati érsek ártatlan rokonait is.
Az ismert összeesküvők egyike sem kerülte el a köz- vagy a magánbosszút. Jacopo de’ Pazzit Castagno falu parasztjai felismerték, és visszavitték Firenzébe, ahol előbb megkínozták, majd meztelenre vetkőztették, és kiakasztották az érsek mellé. Ráakadtak rejtekhelyükön a két papra is. Mindkettőt kiherélték, majd felakasztották. Renato de’ Pazzit – Jacopo testvérét – vidéki házában találták meg, és kivégezték, habár senki sem tudta soha rábizonyítani részvételét az összeesküvésben. A Pazzi család más tagjai megúszták a volterrai várbörtönnel. Lorenzo nővérének a férjét – Guglielmót, aki ártatlannak tűnt az összeesküvésben – villájába száműzték. Montesecco egyike volt az utolsóként elfogott összeesküvőknek. Rá május elején bukkantak, s kínvallatása során fény derült a pápa szerepére is. Tekintettel katona voltára – május 4-én, a Bargello udvarán – karddal fejezték le. Bernardo Bandini Baroncellit – aki Konstantinápolyba szökött – II. Mehmed szultán kiadta Firenzének, és őt is a Bargellóban végezték ki, 1479 decemberében.

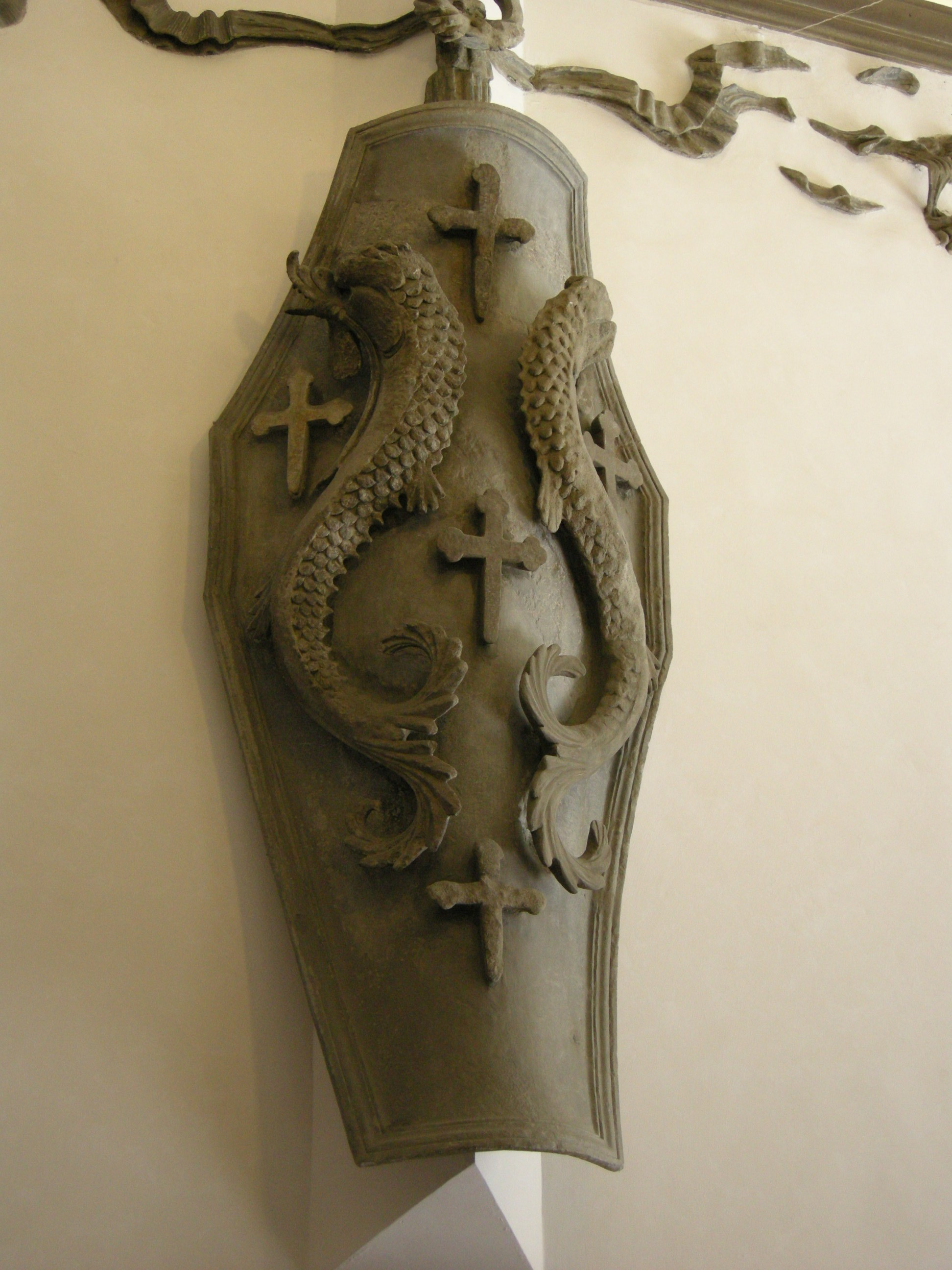
A Pazzi család címere

## A Pazzik sorsa
A kivégzésekkel nem ért véget a Pazzi család balsorsa. A Signoria rendelete szerint nevüket és címerüket el kellett távolítani a városból, birtokaikat elkobozták, palotájukat átkeresztelték – mint minden más olyan helyet Firenzében – amely a nevüket viselte. Rendelet mondta ki, hogy bárhol is bukkan fel családi jelvényük (a delfin), azt meg kell semmisíteni. A Firenzei Köztársaságban nem számíthatott többé hivatalra senki, aki Pazzi leányt vett feleségül.